# Heteracris nigricornis
Heteracris nigricornis är en insektsart som först beskrevs av Henri Saussure 1899.  Heteracris nigricornis ingår i släktet Heteracris och familjen gräshoppor. Inga underarter finns listade i Catalogue of Life.